# دسته‌بندی ناپیوستگی‌ها
توابع پیوسته در ریاضیات، توابع و کاربردهای آن از اهمیت بالایی برخوردار هستند. با این حال، همه توابع پیوسته نیستند. اگر تابعی در نقطه ای از دامنه خود پیوسته نباشد، می‌توان گفت که در آنجا ناپیوستگی دارد. مجموعه تمام نقاط ناپیوستگی یک تابع ممکن است یک مجموعه گسسته، یک مجموعه چگال یا حتی کل دامنه تابع باشد.
نوسان یک تابع در یک نقطه، این ناپیوستگی‌ها را به صورت زیر کمیت‌سازی می‌کند:
- در یک ناپیوستگی برداشتنی، فاصله ای که مقدار تابع با آن از نوسان می‌افتد است.
- در یک ناپیوستگی پرشی، اندازه پرش نوسان است (با فرض اینکه این مقدار در این نقطه بین حدهای دو طرف قرار دارد).
- در یک ناپیوستگی اساسی، نوسان عدم وجود یک حد را اندازه می‌گیرد. حد ثابت است.

یک حالت خاص این است که تابع به بی‌نهایت یا منهای بی‌نهایت واگرا شود، در این حالت نوسان تعریف نمی‌شود (در اعداد حقیقی توسعه‌یافته، این یک ناپیوستگی برداشتنی است).

## دسته‌بندی
برای هر یک از موارد زیر، یک تابع {\displaystyle f} با مقدار حقیقی از یک متغیر حقیقی {\displaystyle x} ، تعریف‌شده در همسایگی نقطه {\displaystyle x_{0}} که در آن {\displaystyle f} ناپیوسته است، در نظر بگیرید.

### ناپیوستگی برداشتنی

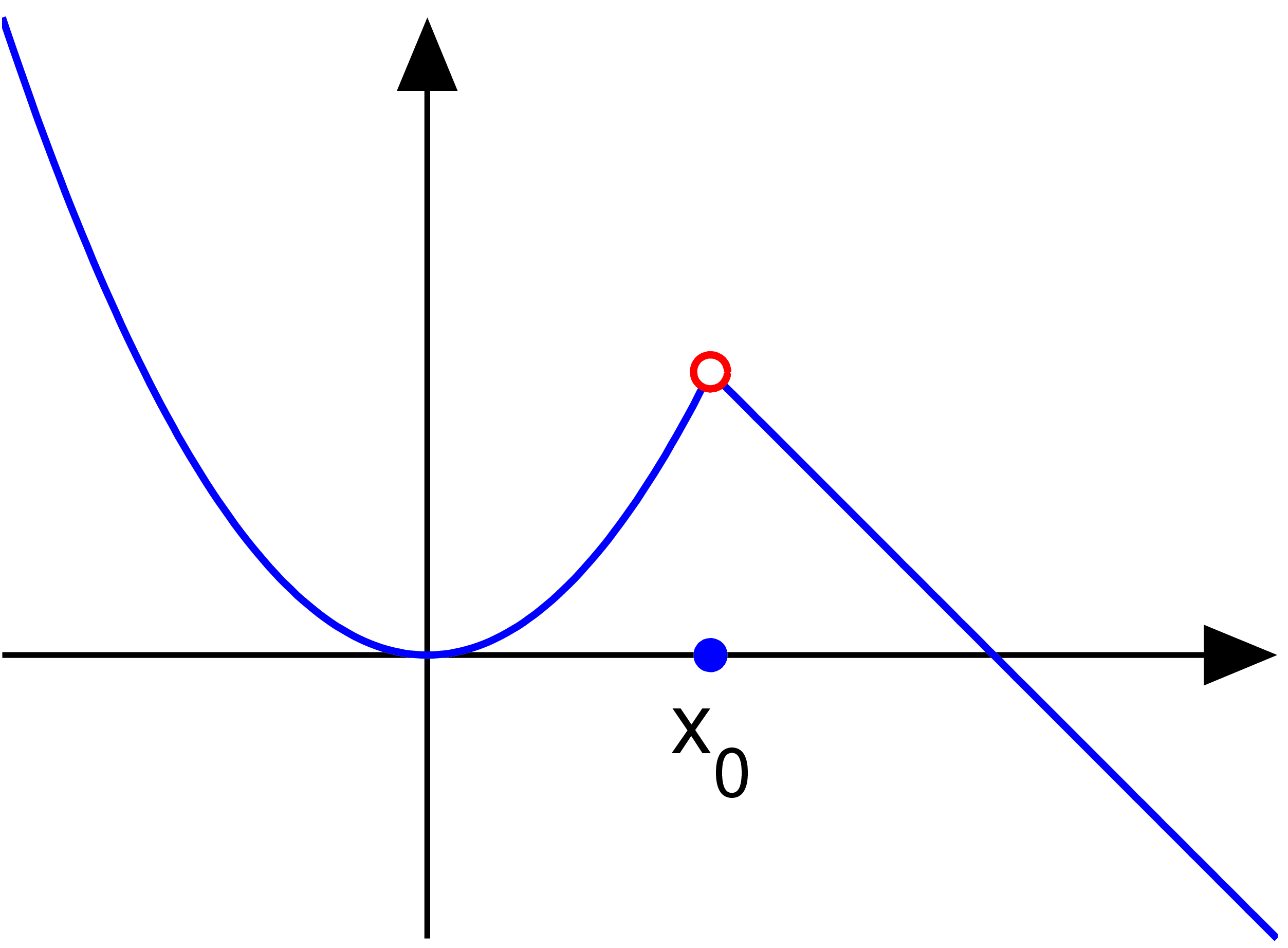
تابع در مثال ۱، یک ناپیوستگی برداشتنی

تابع را در نظر بگیرید{\displaystyle f(x)={\begin{cases}x^{2}&{\text{ for }}x<1\\0&{\text{ for }}x=1\\2-x&{\text{ for }}x>1\end{cases}}}نقطه {\displaystyle x_{0}=1} یک ناپیوستگی برداشتنی است. برای این نوع ناپیوستگی:
حد یک‌طرفه از جهت منفی:{\displaystyle L^{-}=\lim _{x\to x_{0}^{-}}f(x)}و حد یک‌طرفه از جهت مثبت:{\displaystyle L^{+}=\lim _{x\to x_{0}^{+}}f(x)}در {\displaystyle x_{0}} هر دو وجود دارند، متناهی هستند و برابرند {\displaystyle L=L^{-}=L^{+}} به عبارت دیگر، از آنجا که دو حد یک‌طرفه وجود دارد و مساوی است، حد {\displaystyle L} از {\displaystyle f(x)} مانند {\displaystyle x} نزدیک {\displaystyle x_{0}}  وجود دارد و برابر با همین مقدار است. اگر مقدار موجود {\displaystyle f\left(x_{0}\right)} برابر {\displaystyle L} نباشد بنابراین {\displaystyle x_{0}} یک ناپیوستگی برداشتنی نامیده می‌شود. این ناپیوستگی را می‌توان برای ایجاد {\displaystyle f} پیوسته در {\displaystyle x_{0}} حذف کرد یا به‌طور دقیق تر، تابع{\displaystyle g(x)={\begin{cases}f(x)&x\neq x_{0}\\L&x=x_{0}\end{cases}}}در {\displaystyle x=x_{0}} پیوسته است.
اصطلاح ناپیوستگی برداشتنی گاهی گسترش می‌یابد تا یک تکینگی برداشتنی را شامل شود، که در آن حدها در هر دو جهت وجود دارند و برابر هستند، در حالی که تابع در نقطه {\displaystyle x_{0}} تعریف نشده است. این استفاده سوء استفاده از اصطلاحات است زیرا پیوستگی و ناپیوستگی یک تابع مفاهیمی هستند که فقط برای نقاطی در دامنه تابع تعریف می‌شوند.

### ناپیوستگی پرشی

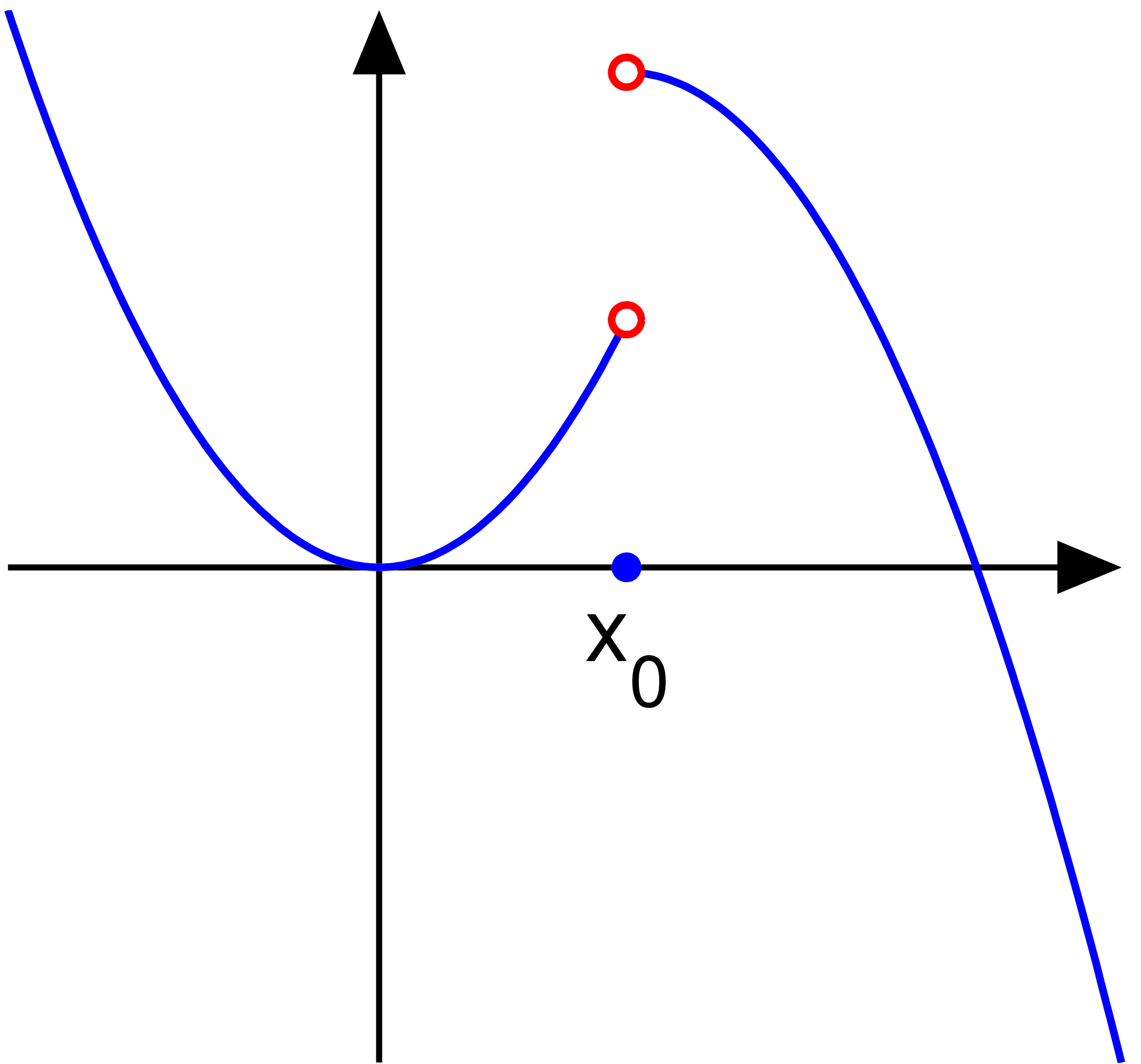
تابع در مثال ۲، یک ناپیوستگی پرشی

این تابع را در نظر بگیرید{\displaystyle f(x)={\begin{cases}x^{2}&{\mbox{ for }}x<1\\0&{\mbox{ for }}x=1\\2-(x-1)^{2}&{\mbox{ for }}x>1\end{cases}}}بنابراین، نقطه {\displaystyle x_{0}=1} یک ناپیوستگی پرشی هست.
در این مورد، حد واحد وجود ندارد زیرا حدهای یک‌طرفه، {\displaystyle L^{-}} و {\displaystyle L^{+}} وجود دارند و متناهی هستند، اما برابر نیستند: ازاین رو {\displaystyle L^{-}\neq L^{+},} حد {\displaystyle L} وجود ندارد؛ بنابراین، {\displaystyle x_{0}} ناپیوستگی پرشی نامیده می‌شود، ناپیوستگی پله‌ای یا ناپیوستگی نوع اول نامیده می‌شود. برای این نوع ناپیوستگی، تابع {\displaystyle f} ممکن است هر مقداری در {\displaystyle x_{0}} داشته باشد

### ناپیوستگی اساسی

تابع در مثال ۳، یک ناپیوستگی اساسی است

تابع چندضابطه‌ای را در نظر بگیرید{\displaystyle f(x)={\begin{cases}\sin {\frac {5}{x-1}}&{\text{ for }}x<1\\0&{\text{ for }}x=1\\{\frac {1}{x-1}}&{\text{ for }}x>1.\end{cases}}}بنابراین، نقطه {\displaystyle x_{0}=1} یک ناپیوستگی اساسی هست.
در این مثال، هر دو {\displaystyle L^{-}} و {\displaystyle L^{+}} در {\displaystyle \mathbb {R} }  وجود ندارد، بنابراین شرط ناپیوستگی اساسی را برآورده می‌کند؛ بنابراین {\displaystyle x_{0}} ناپیوستگی ذاتی، ناپیوستگی نامتناهی یا ناپیوستگی از نوع دوم است. (این متمایز از یک تکینگی اساسی است که اغلب هنگام مطالعه توابع متغیرهای مختلط استفاده می‌شود).

## شمارش ناپیوستگی‌های یک تابع
دو ویژگی پیرو مجموعه {\displaystyle D} در این ادبیات مناسب هستند.
- مجموعه ای از {\displaystyle D}  یک  مجموعه {\displaystyle F_{\sigma }} است. مجموعه نقاطی که یک تابع در آنها پیوسته است همیشه مجموعه {\displaystyle G_{\delta }} (نگاه کنید به[۲]) است.
- اگر در فاصله زمانی {\displaystyle I}، {\displaystyle f}  یکنواخت است بنابراین {\displaystyle D} حداکثر شمارا است و {\displaystyle D=J.} این قضیه فرودا است.

تام آپوستول تا حدی از طبقه‌بندی بالا با در نظر گرفتن تنها ناپیوستگی‌های برداشتنی و پرشی پیروی می‌کند. هدف او مطالعه ناپیوستگی توابع یکنواخت، عمدتاً برای اثبات قضیه فرودا است. با همین هدف، والتر رودین و کارل آر استرومبرگ نیز ناپیوستگی‌های برداشتنی و پرشی را با استفاده از واژه‌گزینی‌های مختلف مطالعه کردند. با این حال، در ادامه، هر دو نویسنده بیان می‌کنند که {\displaystyle R\cup J} همیشه یک مجموعه شمارا است (ببینید).
اصطلاح ناپیوستگی اساسی شواهدی از استفاده در زمینه ریاضی در اوایل سال ۱۸۸۹ دارد. با این حال، به نظر می‌رسد اولین استفاده از این اصطلاح در کنار یک تعریف ریاضی در اثر جان کلیپرت ارائه شده باشد. در آنجا، کلیپرت همچنین ناپیوستگی‌های اساسی خود را با تقسیم‌بندی مجموعه {\displaystyle E} در سه مجموعه زیر طبقه‌بندی کرد:{\displaystyle E_{1}=\left\{x_{0}\in I:\lim _{x\to x_{0}^{-}}f(x){\text{ and }}\lim _{x\to x_{0}^{+}}f(x){\text{ do not exist in }}\mathbb {R} \right\},}{\displaystyle E_{2}=\left\{x_{0}\in I:\ \lim _{x\to x_{0}^{-}}f(x){\text{ exists in }}\mathbb {R} {\text{ and }}\lim _{x\to x_{0}^{+}}f(x){\text{ does not exist in }}\mathbb {R} \right\},}{\displaystyle E_{3}=\left\{x_{0}\in I:\ \lim _{x\to x_{0}^{-}}f(x){\text{ does not exist in }}\mathbb {R} {\text{ and }}\lim _{x\to x_{0}^{+}}f(x){\text{ exists in }}\mathbb {R} \right\}.}
البته {\displaystyle E=E_{1}\cup E_{2}\cup E_{3}.} هر زمان که {\displaystyle x_{0}\in E_{1}}، {\displaystyle x_{0}} ناپیوستگی اساسی از نوع اول نامیده می‌شود. هر {\displaystyle x_{0}\in E_{2}\cup E_{3}} ناپیوستگی اساسی از نوع دوم گفته می‌شود. از این رو او مجموعه {\displaystyle R\cup J} را بزرگ می‌کند بدون از دست دادن ویژگی شمارا بودن خود با بیان موارد زیر:
- مجموعه {\displaystyle R\cup J\cup E_{2}\cup E_{3}} شمارا است

## یادداشت
1. ↑  See, for example, the last sentence in the definition given at Mathwords.[۱]